# 白金明 (政治人物)
白金明（1963年3月—），男，满族，辽宁新宾人，中华人民共和国政治人物。沈阳农学院毕业，在职研究生学历，博士学位。

## 生平
1984年12月加入中国共产党。1985年8月参加工作。历任中华人民共和国农业部环保能源司能源处科员、副主任科员、主任科员、副处长、处长(其间：1986年4月至1987年5月，在山西原平县东社镇锻炼任镇长助理)。1998年7月，任农业部科技教育司可再生能源处处长(其间：1998年3月至1999年12月，在江西省赣州市挂职任章贡区委副书记、副区长)。1999年12月，任农业部科技教育司副司长。2004年12月，任农业部教育司巡视员。2008年5月，任农业部教育司司长。2009年8月，中华职业教育社第十次全国代表大会召开，他出任中华职业教育社第十届理事会常务理事。
2012年8月，任中共蚌埠市委副书记、副市长、代市长，2013年1月转正。2013年，当选为第十二届全国人民代表大会安徽地区代表。2016年11月，任中共安徽省委组织部副部长、安徽省人力资源和社会保障厅党组书记。2016年12月，任安徽省人力资源和社会保障厅厅长。2018年3月，任安徽省政府秘书长。2021年2月，任安徽省人大常委会秘书长。2023年7月，因为涉嫌严重违法违纪，接受安徽省纪委监委纪律审查和监察调查。2024年1月，中共安徽省纪委监委将白金明开除党籍和公职。